# Кривини
Кривини́ (болг. Кривини) — село у Варненській області Болгарії. Входить до складу общини Долішній Чифлик.

## Населення
За даними перепису населення 2011 року у селі проживали 95 осіб, усі — болгари.
Розподіл населення за віком у 2011 році:
Динаміка населення: